# Stazione di Sciaves
La stazione di Sciaves (in tedesco Bahnhof Schabs) è stata una fermata ferroviaria posta sulla linea Fortezza-San Candido. Serviva il centro abitato di Naz-Sciaves.

## Storia
La fermata venne soppressa nel 1962.